# Cerca dos Dingos

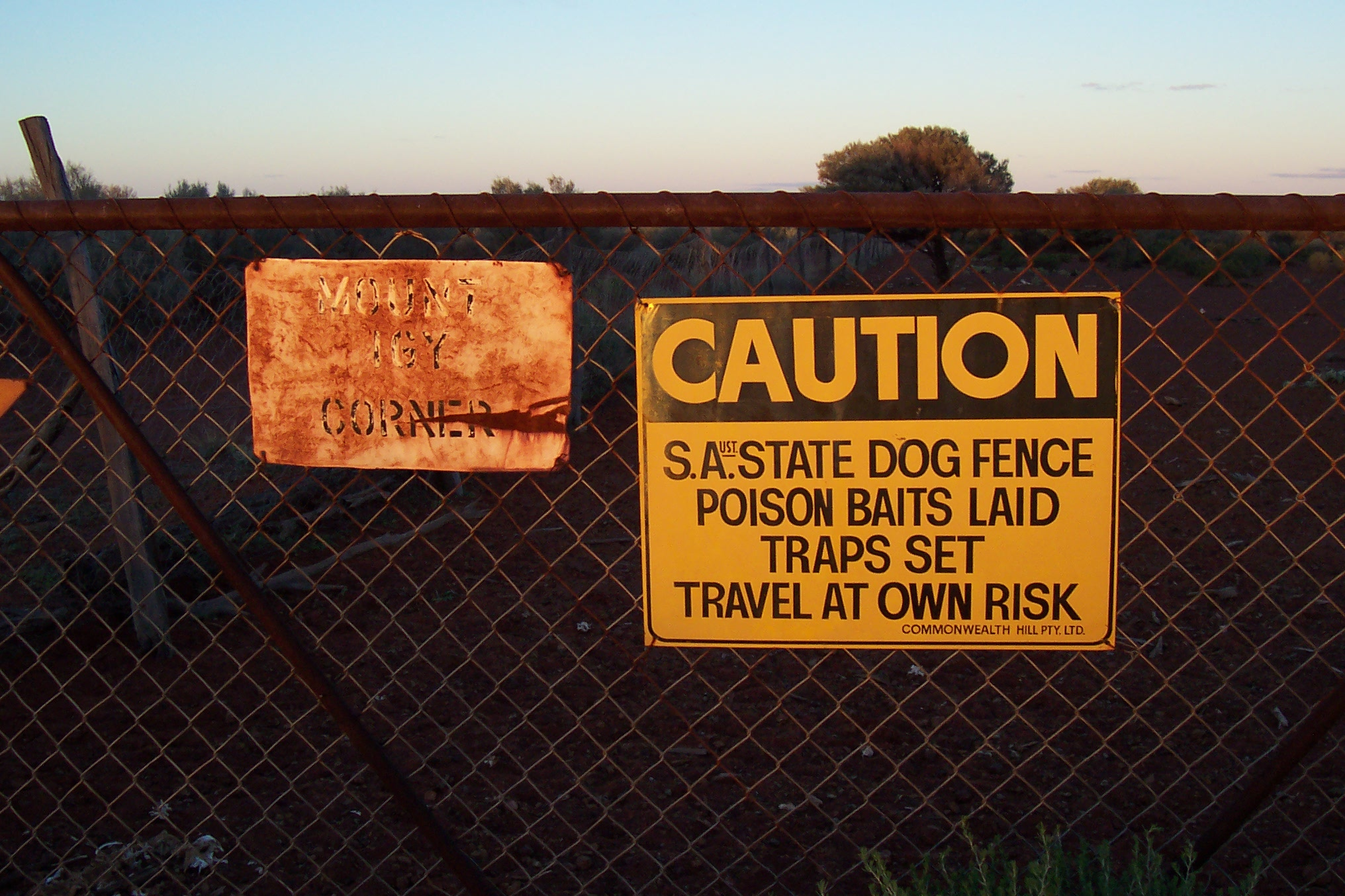
Trecho da Cerca dos Dingos, próximo à cidade de Coober Pedy

A Cerca dos Dingos (do inglês Dingo Fence ou Dog Fence) é uma cerca de exclusão de pragas na Austrália, construída com o objetivo de manter os dingos fora da parte relativamente fértil do sudeste do continente (de onde foram amplamente exterminados) e proteger os rebanhos de ovelhas do sul do estado de Queensland . É uma das estruturas mais longas do mundo. Ela se estende por 5,614 km (3,488 mi) da região de Darling Downs através de milhares de quilômetros de terra árida terminando a oeste da península de Eyre em penhascos da planície de Nullarbor acima da Grande Baía Australiana perto da cidade de Nundroo. Tem sido parcialmente bem-sucedida, embora dingos ainda possam ser encontrados em partes dos estados do sul. Embora a cerca tenha ajudado a reduzir as perdas de ovelhas para os predadores, isso foi compensado por buracos nas cercas encontrados na década de 1990 por onde passaram os filhotes de dingos e pelo aumento da competição de pastagens de coelhos e cangurus .

## Geografia
A cerca de 2,500 km (1,553 mi) em Queensland também é conhecida, em inglês, como Great Barrier Fence ou Wild Dog Barrier Fence 11. É administrada pelo Departamento de Agricultura e Pescas da Austrália. A equipe da Wild Dog Barrier Fence é composta por funcionários que patrulham seções da cerca a cada semana.

## Projeto físico
A cerca varia em construção. Principalmente é feita de 180 cm (5.9 ft) de malha de arame alto, mas algumas seções no sul da Austrália possuem cerca elétrica de vários fios. A linha de vegetação em ambos os lados da cerca é limpa em cerca de 5 m (5.5 yd; 16 ft) de largura. As fazendas de ovinos e bovinos protegidas pela cerca são excepcionalmente grandes. Embora variem em tamanho, algumas estações podem ser maiores que países pequenos. Uma estação sozinha no sul da Austrália perdeu mais de 11.000 ovelhas em um ano devido a ataques de dingos antes da conclusão da cerca. Em 1991, uma estação perdeu 3.000 ovelhas em um ano. Os criadores de ovelhas reagiram usando envenenamento, tiros e, por fim, construindo a cerca mais longa do mundo. Iscas venenosas aéreas ainda são usadas hoje.
Partes da Cerca dos Dingos são iluminadas à noite por lâmpadas fluorescentes, alternadamente vermelhas e brancas. Elas são alimentados por baterias de longa duração que são carregadas por células fotovoltaicas durante o dia. Nas travessias menores e nas fazendas, uma série de portões permite que os veículos passem pela cerca. Onde a cerca cruza as principais estradas e rodovias, grades de gado são usadas para permitir a passagem de veículos em alta velocidade.

## História

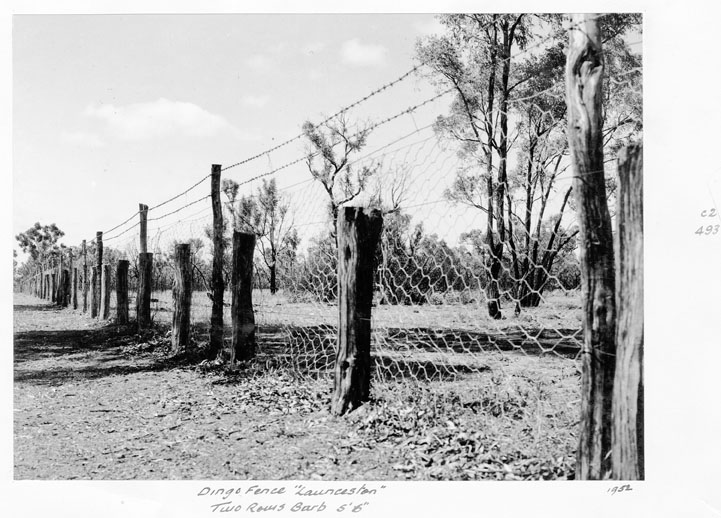
Uma parte da Cerca dos Dingos, em 1952, em Queensland

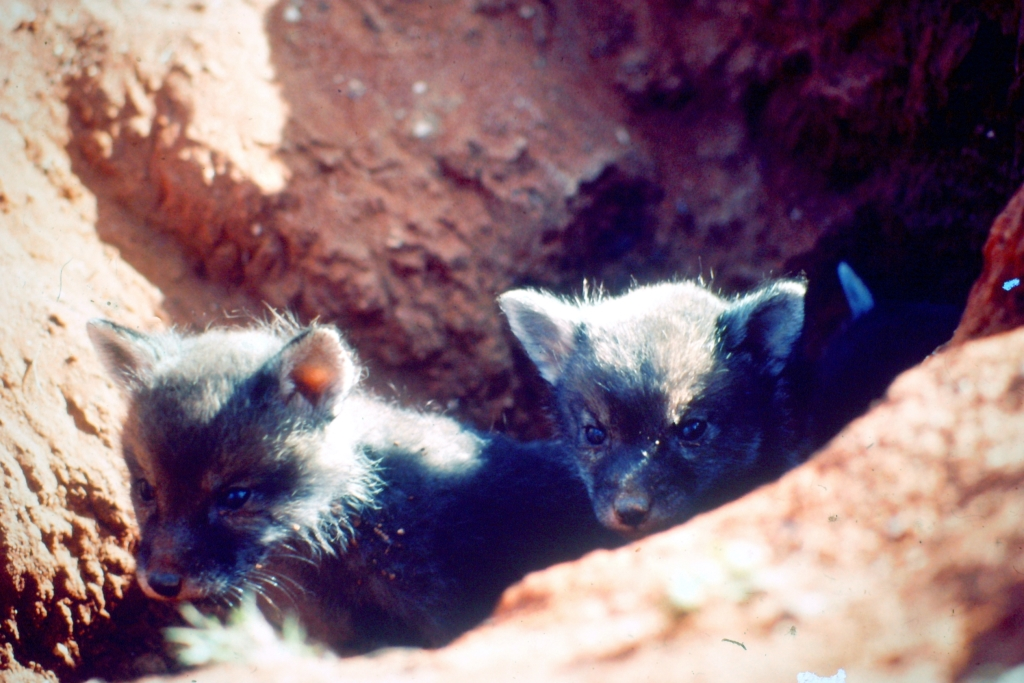
Filhotes de dingo, encontrados a poucos metros a leste da Cerca dos Dingos, em 1976

As primeiras cercas de exclusão de pragas na Austrália foram criadas para proteger pequenas parcelas de terras agrícolas da predação de marsupiais. Nas décadas de 1860 e 1870, as populações de coelhos introduzidas começaram a se espalhar rapidamente pelo sul da Austrália. Em 1884, uma cerca à prova de coelhos foi construída. Não tendo tido sucesso em manter os coelhos afastados, e mais sucesso em manter afastados os porcos, cangurus, emas e brumbies, e à medida que mais fazendas de ovelhas foram estabelecidas, o interesse por uma barreira à prova de dingos aumentou o suficiente para que os fundos do governo fossem usados para aumentar e expandir a cerca.
Atualmente, envenenar a espécie com iscas com monofluoracetato de sódio tem sido visto como uma alternativa muito mais barata do que a manutenção da cerca. Um compromisso para o uso contínuo de veneno e o encurtamento da cerca de seu comprimento original de mais de 8.000 km foi feito.

## Impacto ambiental

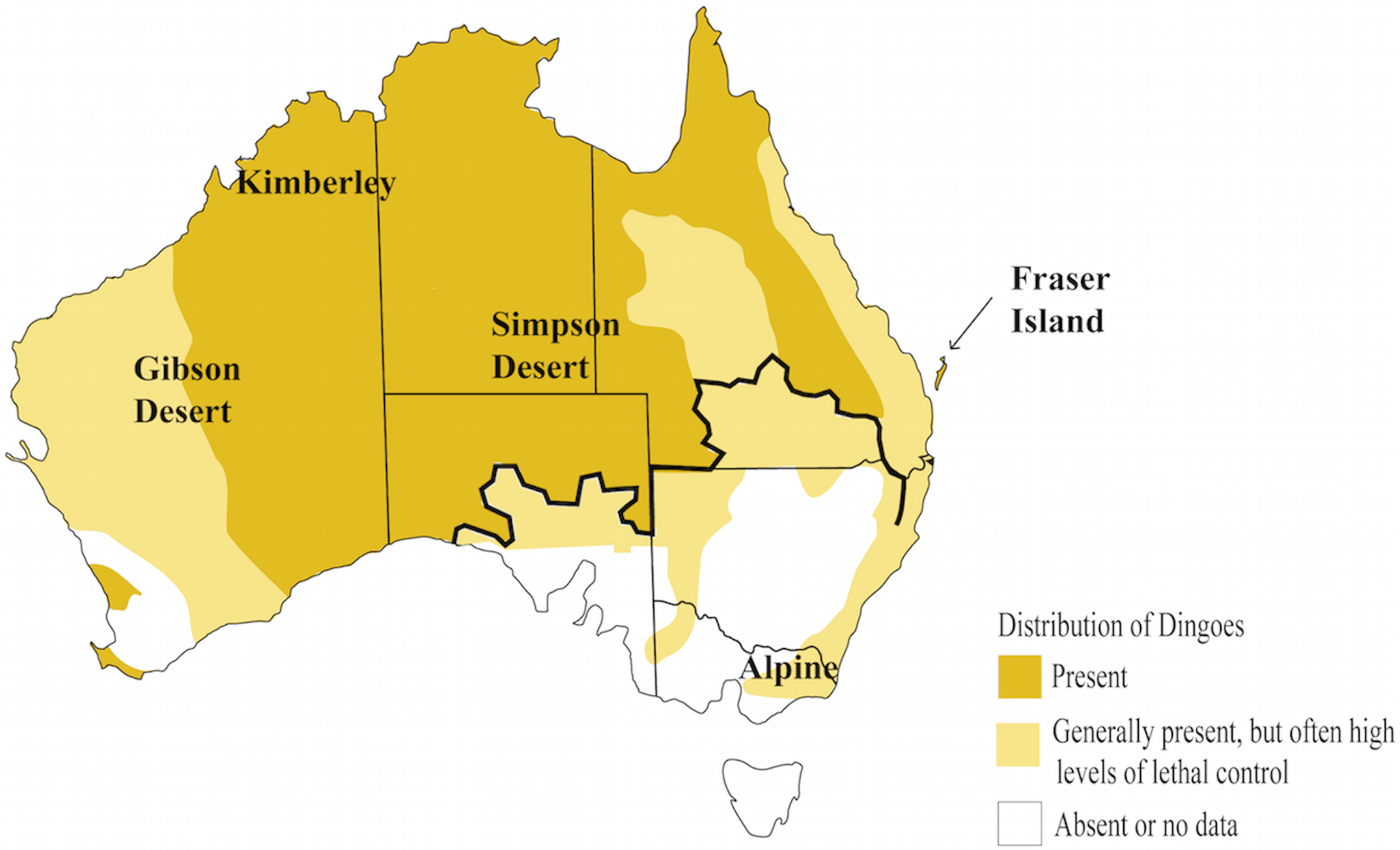
Mapa de distribuição dos dingos australianos. A linha preta representa a Cerca dos Dingos (conforme Fleming et al. 2001).

Há indícios de que há menos cangurus e emas no lado noroeste da cerca onde estão os dingos, sugerindo que a presença dos dingos reduz as populações daqueles animais. Também foi sugerido que as maiores populações de cangurus dentro da cerca foram causadas pela falta de predação por dingos, e a competição por comida teria levado a taxas de criação de ovelhas mais baixas do que seria possível sem a cerca.
Possivelmente introduzido na Austrália pelos aborígenes entre 4.600 e 18.300 anos atrás, o dingo tem seu status de  espécie nativa ou introduzida na Austrália cmo alvo de controvérsia. De acordo com o Dr. Mike Letnic, do Center for Ecosystem Science, UNSW, o dingo, como o principal predador da Austrália, tem um papel importante na manutenção do equilíbrio da natureza e que as populações reintroduzidas ou existentes de dingo poderiam aumentar a biodiversidade em mais de 2 milhões de quadrados quilômetros da Austrália (Avolia 2009). Na áreas de onde os dingos foram exterminados, o Dr. Letnic encontrou abundâncias crescentes de raposas vermelhas e herbívoros introduzidos, enquanto pequenos mamíferos nativos e gramíneas foram perdidos.
Embora a cerca tenha ajudado a reduzir a perda de ovelhas para os predadores, a exclusão dos dingos permitiu o aumento da competição no pasto por coelhos, cangurus e emas. Ovelhas estão sendo perdidas para um número crescente de cães selvagens.
A tecnologia de drones e satélites já permite hoje ilustrar como a remoção de dingos altera o crescimento da vegetação.

## Galeria

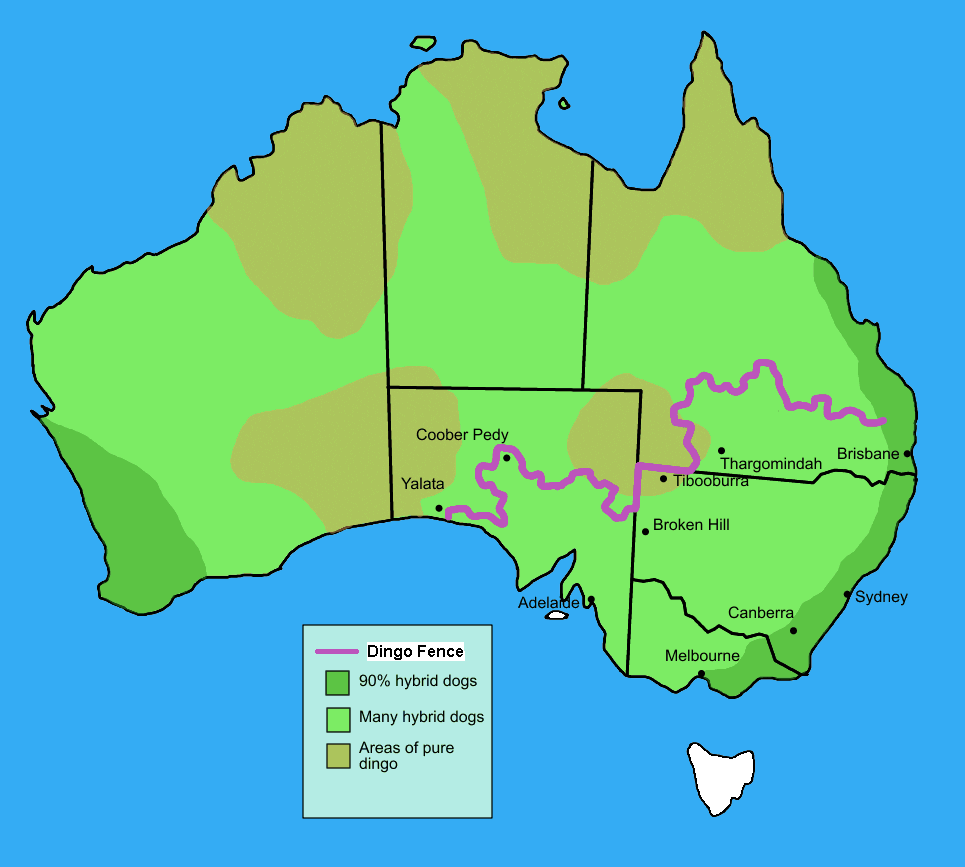
Extensão da Cerca dos Dingos (em roxo)
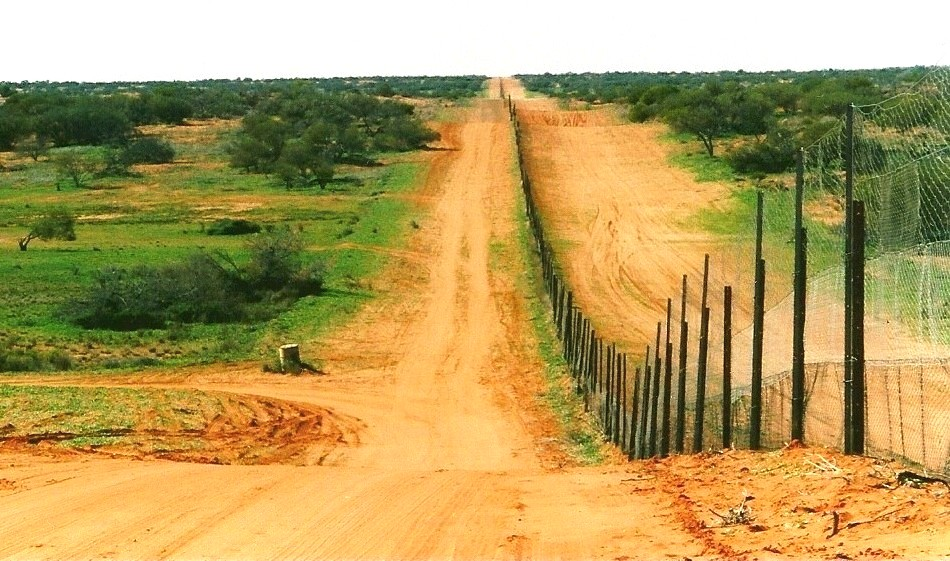
Cerca dos Dingos no Paralelo 29 S no Parque Nacional de Sturt (à direita da cerca), com vista para o leste da região de Cameron Corner
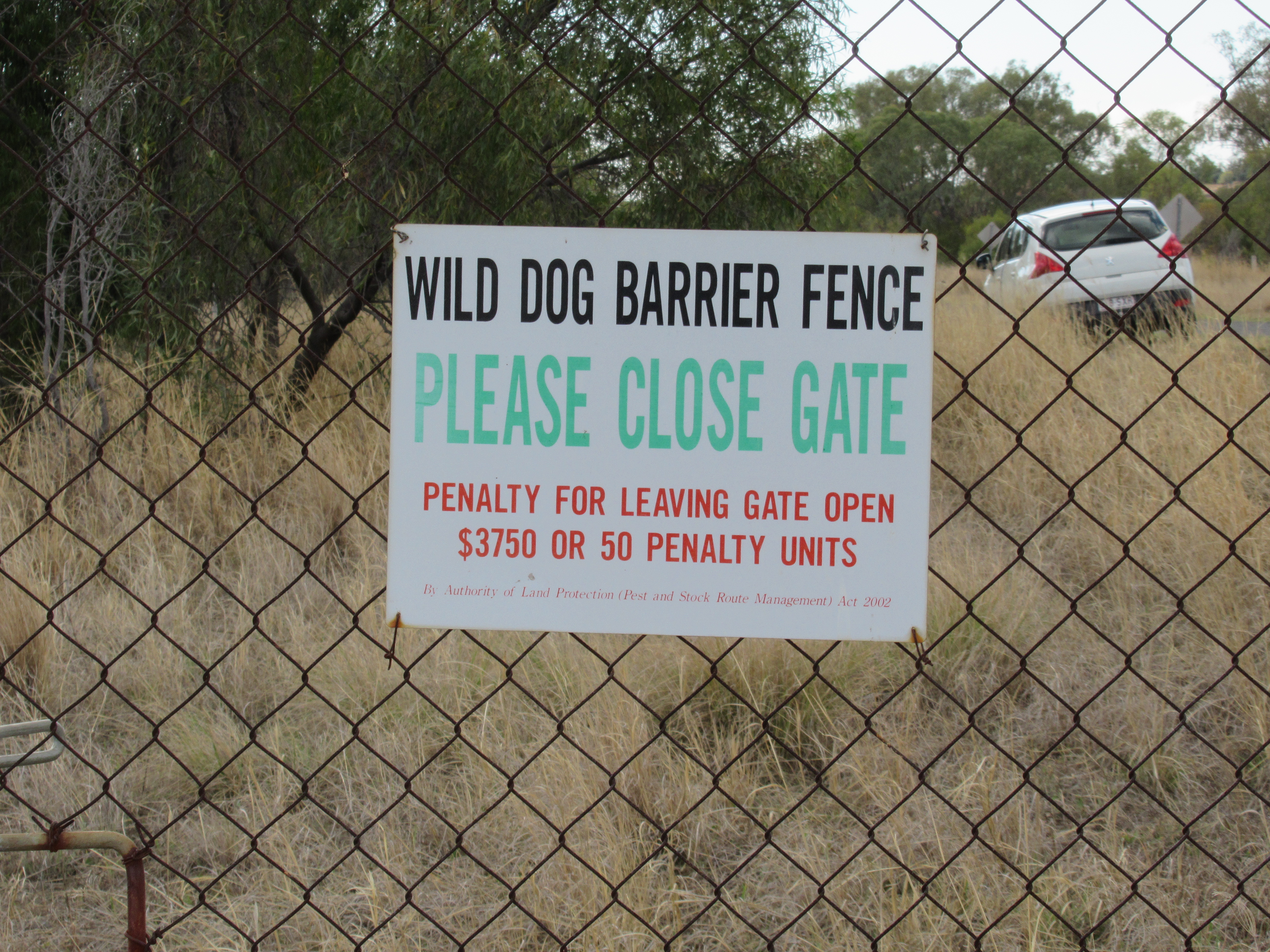
Placa na Cerca dos Dingos, perto de Bell, Queensland, Austrália. 2018
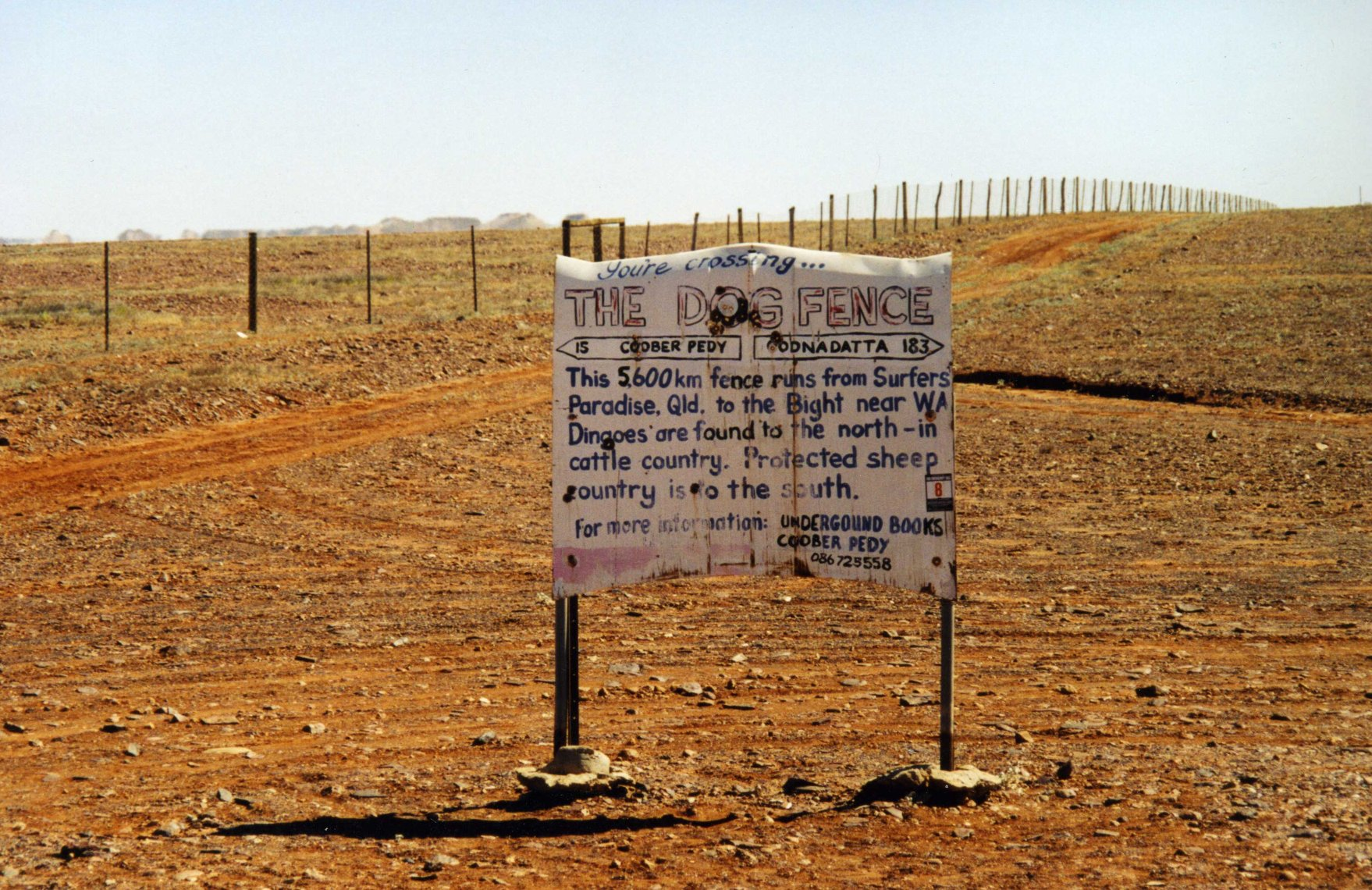
Uma parte da Cerca dos Dingos perto da cidade de Coober Pedy, no sul da Austrália
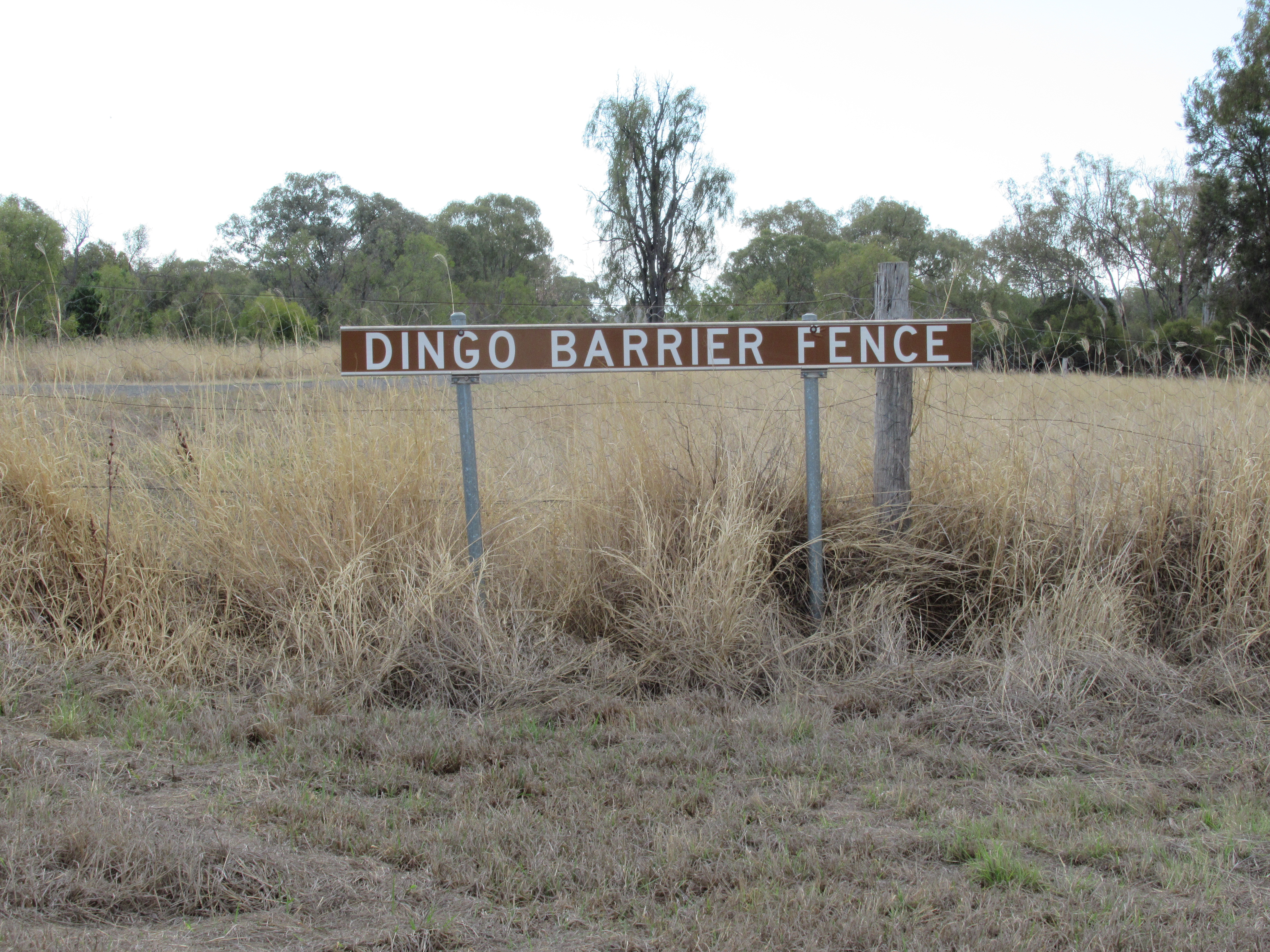
Cerca dos Dingos, perto de Bell, Queensland. 2018
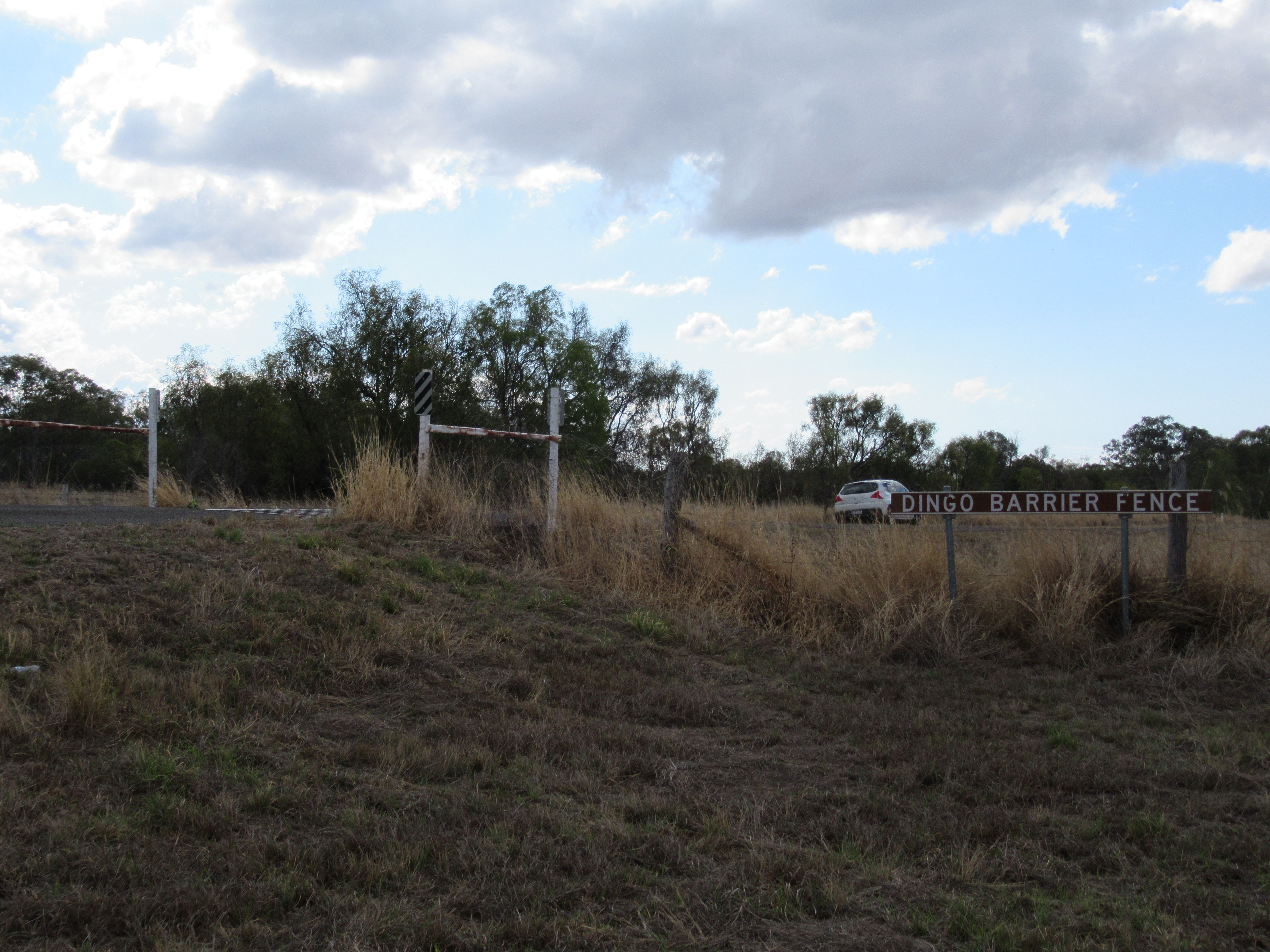
Cruzamento da Cerca dos Dingos, perto de Bell, Queensland. 2018